# Megacmonotus wilsoni
Megacmonotus wilsoni is een insect uit de familie van de vlinderhaften (Ascalaphidae), die tot de orde netvleugeligen (Neuroptera) behoort. 
Megacmonotus wilsoni is voor het eerst wetenschappelijk beschreven door McLachlan in 1871.